# Trần Quỳnh
Trần Quỳnh (1920 - 2005), nguyên Đại biểu Quốc hội từ khóa I đến khóa VII, Phó Chủ tịch Hội đồng Bộ trưởng, Chủ nhiệm Ủy ban Khoa học và Kỹ thuật Nhà nước, nguyên Ủy viên Trung ương Đảng khóa IV, V.

## Tiểu sử
Trần Quỳnh (tức Ngọc), sinh ngày 1 tháng 1 năm 1920 tại làng Nại Cửu, xã Triệu Đông, huyện Triệu Phong, tỉnh Quảng Trị, cùng quê với Tổng bí thư Lê Duẩn.
- Năm 1936, tham gia Mặt trận Dân chủ, là Ủy viên Chấp hành Thanh niên Dân chủ Huế.
- Năm 1940, bị Pháp bắt tù ở Sài Gòn và Côn Đảo; đầu năm 1945, ra tù và tiếp tục hoạt động cho Việt Minh.
- Tháng 8 năm 1945 đến năm 1946, tham gia cướp chính quyền ở huyện Tuy An, tỉnh Phú Yên; Chủ nhiệm Việt Minh huyện Tuy Hòa, tỉnh Phú Yên, giữ chức Tỉnh ủy viên.
- Tháng 10 năm 1945, gia nhập vào Đảng Cộng sản Việt Nam.
- Năm 1946 - 1949, làm Bí thư Tỉnh ủy Ninh Thuận, Ủy viên Phân ban Cực Nam Trung Bộ, Phụ trách các tỉnh Ninh Thuận, Bình Thuận, Khánh Hòa, Lâm Đồng.
- Năm 1949 - 1954, Khu ủy viên Liên khu 5, Quân khu ủy viên; sau đó là Thường vụ Liên khu ủy, Trưởng ban Tuyên huấn.
- Năm 1954 - 1956, Chính quyền Việt Nam Dân chủ Cộng hòa cử đi học lý luận ở Trung Quốc.
- Năm 1956 - 1960, Phó Giám đốc Trường Đảng Nguyễn Ái Quốc Trung ương Đảng Cộng sản Việt Nam.
- Năm 1960 - 1964, Phó Chánh Văn phòng Trung ương Đảng Cộng sản Việt Nam, có thời gian làm Tổng biên tập Tạp chí Học tập (sau đổi tên là Tạp chí Cộng sản).
- Năm 1965 - 1976, Phó Chủ nhiệm Ủy ban Khoa học và Kỹ thuật Nhà nước; tham gia và là thành viên tổ giúp Lê Duẩn viết Báo cáo chính trị tại Đại hội IV và Đại hội V của Đảng Cộng sản Việt Nam.
- Tháng 12 năm 1976, tại Đại hội toàn quốc lần thứ IV của Đảng Cộng sản Việt Nam, được bầu vào Ban Chấp hành Trung ương Đảng Cộng sản Việt Nam.
- Năm 1977, giữ chức Chủ nhiệm Ủy ban Khoa học và Kỹ thuật Nhà nước kiêm Phó Chủ nhiệm Ủy ban Kế hoạch Nhà nước.
- Được bầu làm Đại biểu Quốc hội từ khóa I đến khóa VII; và Quốc hội được bầu giữ chức Chủ nhiệm Ủy ban Văn hóa và Xã hội của Quốc hội khóa V.
- Tháng 12 năm 1980, giữ chức Phó Thủ tướng Chính phủ [1]
- Tháng 7 năm 1981 đến tháng 2 năm 1989, là Phó Chủ tịch Hội đồng Bộ trưởng (nay là Phó Thủ tướng Chính phủ).
- Tháng 3 năm 1982, tại Đại hội toàn quốc lần thứ V của Đảng Cộng sản Việt Nam, được bầu làm Ủy viên Ban Chấp hành Trung ương Đảng Cộng sản Việt Nam.
- Tháng 2 năm 1989, nghỉ hưu tại nhà riêng trên phố Phùng Chí Kiên, phường Nghĩa Đô, quận Cầu Giấy, thành phố Hà Nội.
- Ngày 7 tháng 10 năm 2005, mất tại Bệnh viện Trung ương Quân đội 108, Hà Nội; hưởng thọ 85 tuổi. Thi hài an táng tại Nghĩa trang Mai Dịch, Hà Nội.[2]

## Tôn vinh
- Huân chương Sao vàng (truy tặng 2007);
- Huân chương Hồ Chí Minh;
- Huy hiệu 60 năm tuổi Đảng;
- Nhiều huân chương, huy chương cao quý khác.